# Solenopotes
Solenopotes – rodzaj skórnych pasożytów ssaków należących do rzędu Phthiraptera. Powodują chorobę zwaną wszawicą. Cechą charakterystyczną jest brak oczu.
Do rodzaju Solenopotes obecnie należy 9 gatunków wszy.
- Solenopotes binipilosus
- Solenopotes burmeisteri
- Solenopotes capillatus
- Solenopotes capreoli (Freund, 1935)
- Solenopotes ferrisi
- Solenopotes hologastrus (Werneck, 1937)
- Solenopotes muntiacus (Thompson, 1938)
- Solenopotes natalensis (Ledger, 1970)
- Solenopotes tarandi